# Bezirk Niemirów
Bezirk Niemirów – dawny powiat (Bezirk) kraju koronnego Królestwo Galicji i Lodomerii, funkcjonujący w latach 1854–1867. Siedzibą starostwa było miasteczko Niemirów.

## Historia
Bezirk Niemirów utworzono w ramach reformy uwłaszczeniowej z okresu Wiosny Ludów (1848–1849), która likwidowała jurysdykcję właściciela ziemskiego nad poddanymi. W Galicji, dominium – jako podstawowa jednostka administracyjna i filar systemu feudalnego straciło rację bytu. Konieczne stało się zatem wprowadzenie nowego systemu administracyjnego, którego zręby powstały w latach 1851–1855. Nowy trójstopniowy podział administracyjny objął 21 cyrkułów (niem. Kreise), 179 małych powiatów (niem. Bezirke) i ponad 6000 gmin (niem. Gemeinde).
Bezirk Niemirów objął obszar o wielkości 6,0 mil², zamieszkany przez 22.247 ludzi i podzielony na 19 gmin katastralnych, w tym dwa miasteczka (Magierów i Niemirów). Wszedł w skład cyrkułu żółkiewskiego, jako jeden z jego dziesięciu powiatów. Powiat składał się z dwóch niestykających się ze sobą połaci – większej wschodniej z Niemirowem i mniejszej zachodniej z Krowicami. Połacie te rozdzielał obszar cyrkułu przemyskiego należący do Bezirk Krakowiec oraz częściowo należący do cyrkułu żółkiewskiego Bezirk Lubaczów.
Po nadaniu Galicji autonomii oraz powołaniu samorządu gminnego i powiatowego w 1865 zlikwidowano cyrkuły (Kreise). Dotychczasowe małe powiaty (Bezirke) w liczbie 179, utrzymały się do 1867 roku, kiedy to w następstwie kolejnej reformy administracyjnej (23 stycznia 1867) zostały zastąpione przez 74 większych powiatów. Obszar zniesionego Bezirk Niemirów wszedł wtedy w skład nowych powiatów rawskiego i cieszanowskiego. 1 stycznia 1923 powiat cieszanowski przekształcono w powiat lubaczowski. 15 czerwca 1934 gminę Lipowiec (z przysiółkami Lindenau i Majdan) przeniesiono z powiatu lubaczowskiego do powiatu jaworowskiego.

## Podział administracyjny (1854)
| Lp. | Gmina jednostkowa                                                                              | Powierzchnia | Ludność | Powiat w 1867 po zniesieniu |
| --- | ---------------------------------------------------------------------------------------------- | ------------ | ------- | --------------------------- |
| 1   | Niemirów (m) z Wólką Niemirowską                                                               | 2109         | 1718    | rawski                      |
| 2   | Przedmieście                                                                                   | 1422         | 309     | rawski                      |
| 3   | Parypsy                                                                                        | 824          | 347     | rawski                      |
| 4   | Szczerzec z Jachimówką                                                                         | 3099         | 960     | rawski                      |
| 5   | Wróblaczyn z Rudą i Wolą                                                                       | 4986         | 1118    | rawski                      |
| 6   | Radruż z Hałaniami, Hryniami, Kuczynami i Szkolikami                                           | 5264         | 1711    | rawski                      |
| 7   | Smolin z Sałaszami i Deutsch-Smolin                                                            | 5188         | 1821    | rawski                      |
| 8   | Magierów (m) z Borchowem                                                                       | 3121         | 2220    | rawski                      |
| 9   | Horodzów                                                                                       | 1772         | 627     | rawski                      |
| 10  | Ruda Magierowska, Kamienna Góra, Ławryków, Manastyrek, Miłków Kąt, Okopy, Pogorzelisko i Zamek | 3905         | 4827    | rawski                      |
| 11  | Biała z Krzemiakami, Podlesiem i Zawieńcem                                                     | 2861         | 989     | rawski                      |
| 12  | Ulicko Zarębane                                                                                | 4719         | 587     | rawski                      |
| 13  | Ulicko Seredkiewicz                                                                            | 4719         | 1318    | rawski                      |
| 14  | Huta Obedyńska                                                                                 | 677          | 257     | rawski                      |
| 15  | Olszanka                                                                                       | 255          | 102     | rawski                      |
| 16  | Krowica Hołodowska                                                                             | 3178         | 1303    | cieszanowski                |
| 17  | Krowica Lasowa                                                                                 | 588          | 602     | cieszanowski                |
| 18  | Lipowiec z Maydanem i Lindenau                                                                 | 2735         | 750     | cieszanowski                |
| 19  | Krowica Sama z Czytyniami                                                                      | 3196         | 681     | cieszanowski                |

Objaśnienie:
(M) = miasto; (m) = miasteczko